# Reserva Ecológica do IBGE
A Reserva Ecológica do IBGE[1] é uma área protegida (Unidade de Conservação) no Distrito Federal. É um importante sítio de pesquisas em ecologia do bioma cerrado com inúmeros artigos científicos produzidos em função de pesquisas na área. A Reserva é uma das áreas de preservação permanente do Distrito Federal, juntamente com o  Parque Nacional de Brasília, a Estação Ecológica de Águas Emendadas e a Estação Ecológica do Jardim Botânico de Brasília. É uma das áreas nucleares da Reserva da Biosfera do Cerrado, criada pela UNESCO  no Distrito Federal, em 1993. É também parte da Área de Proteção Ambiental do Planalto Central.[3] O acesso é restrito a pesquisadores.
A Reserva Ecológica do IBGE cobre uma área de 1.391 hectares sendo localizada a 25 km ao sul do centro de Brasília, fazendo limites a oeste com a Fazenda Água Limpa (FAL), fazenda experimental de 4.500 hectares da Universidade de Brasília, e com a Estação Ecológica do Jardim Botânico de Brasília (EEJBB) de 5.000 hectares ao norte e leste.[2] Estas formam a Área de Proteção Ambiental Gama-Cabeça de Veado (unidade de conservação distrital), com 10.000 hectares de área protegida contígua.[3]A reserva é uma área com características representativas do Brasil central, apresentando a maioria das formações vegetais típicas do cerrado.

## História

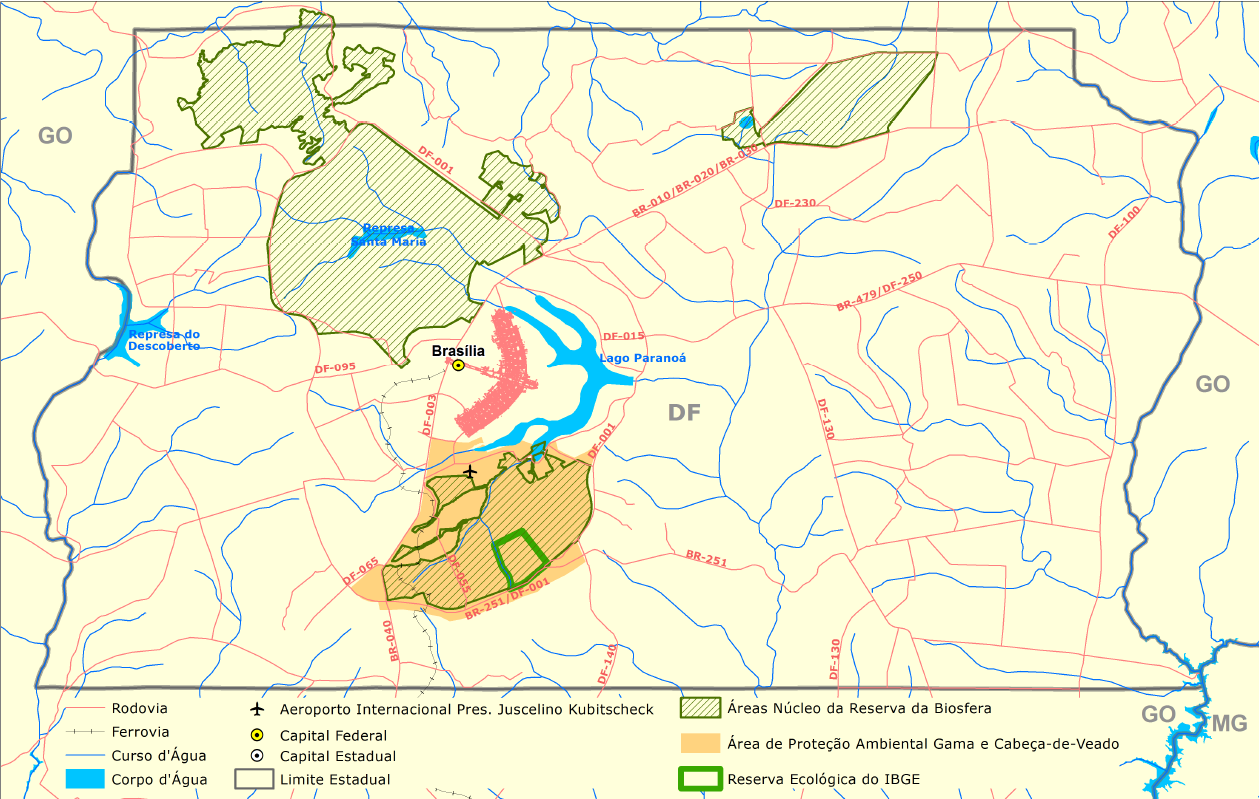
Localização da Reserva Ecológica do IBGE no Distrito Federal indicando demais Unidades de Conservação na região

Até 1956, a área ocupada pela reserva tinha sido ocupada por criadores de gado e agricultores de subsistência.O Distrito Federal requisitou a terra naquele  ano, doando-a para o Instituto Brasileiro de Geografia e Estatística (IBGE) em 1961. O IBGE criou a Reserva Ecológica do Roncador (RECOR) em 22 de dezembro de 1975, como uma reserva ecológica para a pesquisa científica no cerrado brasileiro, sendo rebatizada Reserva Ecológica do IBGE em 1978. O Instituto Brasileiro de Desenvolvimento Florestal (IBDF) reconheceu em 1978 a Reserva como uma área de preservação permanente de interesse científico.Em todo este tempo, vários trabalhos científicos foram publicados sobre temas como ecologia de insetos, crescimento das árvores e poluição por metais pesados na reserva.
O IBGE criou uma brigada de incêndio, uma biblioteca especializada e edifícios administrativos.Uma estação meteorológica foi criada em 1979-80, e um viveiro foi iniciado para estudos sobre a propagação das plantas.A reserva tem laboratórios para a ecologia animal e vegetal. Em meados da década de 1980, a reserva era uma das principais áreas de pesquisas sobre o cerrado no Distrito Federal. A Reserva Ecológica do IBGE continua a ser um centro de pesquisas extremamente ativo .
O Cerrado é o mais rico ecossistema de savana  no mundo.Apenas 2,2% é totalmente protegido no Brasil. A partir de 2009, o bioma foi sendo destruído em cerca de 14,200 de quilômetros quadrados (de 5.500 sq mi) anualmente, por isso a necessidade de documentar a ecologia é urgente.Os pesquisadores estudaram plantas, peixes, pássaros, mamíferos e insetos de cerrado, e o impacto do fogo.A partir de 2011, mais de 1.000 trabalhos científicos usaram dados da reserva, incluindo 177 dissertações e teses de doutorado.

## Características naturais

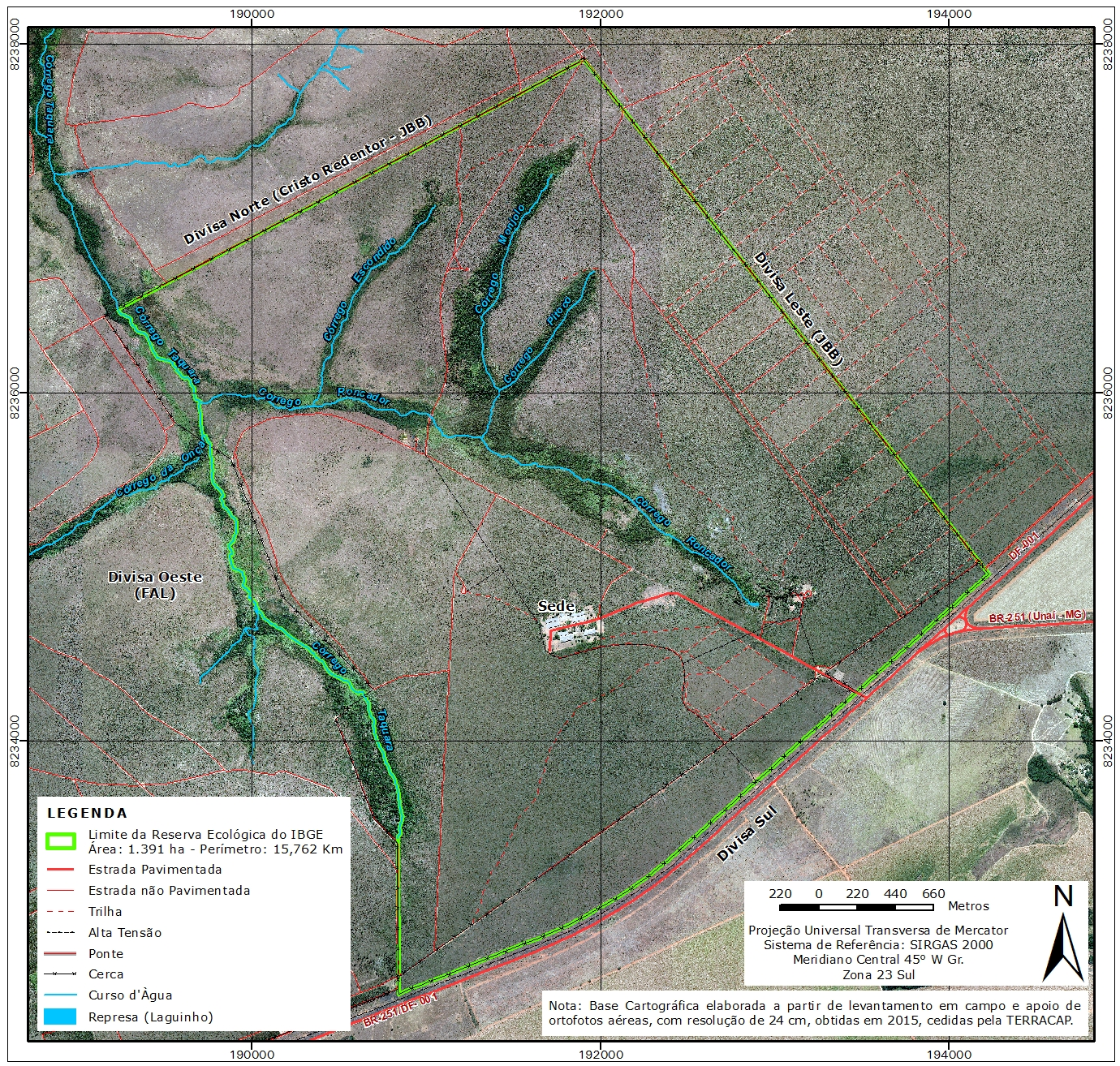
Mapa obtido da base cartográfica da Reserva Ecológica do IBGE

### Geografia
[4]O terreno é constituído de um planalto levemente inclinado dividido por vales, situado em altitudes que variam de 1.048 a 1.160 metros.[5]Ele é drenado em direção ao noroeste pelo rio Taquara, pelo afluente do Taquara,  Roncador, e pelos afluentes do Roncador , Escondido, Monjolo e Pitoco.[6]
A área inclui rochas Precâmbricas metassedimentares do Grupo Paranoá da orogenia Brasiliana (550 a 900 milhões de anos atrás), mas a maior parte da terra é coberta por material detrítico de laterita do Terciário .[7]
[8]

### Clima
Existe uma estação chuvosa, a partir de outubro até abril, e uma estação seca de maio a setembro. O índice pluviométrico anual é de 1 417 milímetros (mm). A temperatura média compensada anual é de 21 °C, variando desde 11 °C de mínima em junho e julho, os dois meses mais secos, a 30 °C em setembro e outubro. O tempo médio de insolação é de aproximadamente 2 500 horas/ano.
Segundo dados da estação meteorológica do Instituto Nacional de Meteorologia (INMET) na reserva, referentes ao período de 1994 a 2017, a menor temperatura registrada no local foi de 3 °C em 18 de julho de 2000, e a maior atingiu 35,7 °C em 2015, em três ocasiões, a primeira em 25 de setembro e as outras duas em outubro, nos dias 17 e 18. O maior acumulado de precipitação em 24 horas atingiu 163,3 milímetros (mm) em 31 de dezembro de 2000. Outros acumulados iguais ou superiores a 100 mm foram 107,8 mm em 14 de dezembro de 2007 e 100,4 mm em 2 de fevereiro de 2005. Março de 2014, com 441,1 mm, foi o mês de maior precipitação.
| Dados climatológicos para Roncador | Dados climatológicos para Roncador | Dados climatológicos para Roncador | Dados climatológicos para Roncador | Dados climatológicos para Roncador | Dados climatológicos para Roncador | Dados climatológicos para Roncador | Dados climatológicos para Roncador | Dados climatológicos para Roncador | Dados climatológicos para Roncador | Dados climatológicos para Roncador | Dados climatológicos para Roncador | Dados climatológicos para Roncador | Dados climatológicos para Roncador |
| Mês | Jan                                | Fev                                | Mar                                | Abr                                | Mai                                | Jun                                | Jul                                | Ago                                | Set                                | Out                                | Nov                                | Dez                                | Ano                                |
| --- | ---------------------------------- | ---------------------------------- | ---------------------------------- | ---------------------------------- | ---------------------------------- | ---------------------------------- | ---------------------------------- | ---------------------------------- | ---------------------------------- | ---------------------------------- | ---------------------------------- | ---------------------------------- | ---------------------------------- |
| Temperatura máxima recorde (°C) | 32,8                               | 32,5                               | 31,5                               | 31,4                               | 30,7                               | 29,6                               | 30,5                               | 33,8                               | 35,7                               | 35,7                               | 34,2                               | 33,7                               | 35,7                               |
| Temperatura máxima média (°C) | 27,6                               | 28                                 | 27,6                               | 27,4                               | 26,6                               | 25,9                               | 26,3                               | 28,2                               | 29,9                               | 29,8                               | 27,7                               | 27,4                               | 27,7                               |
| Temperatura média compensada (°C) | 21,5                               | 21,6                               | 21,3                               | 20,8                               | 19,3                               | 18                                 | 18,1                               | 19,8                               | 21,8                               | 22,4                               | 21,4                               | 21,4                               | 20,6                               |
| Temperatura mínima média (°C) | 16,8                               | 16,7                               | 16,5                               | 15,5                               | 13,2                               | 11,2                               | 11,1                               | 12,3                               | 14,9                               | 16,3                               | 16,7                               | 16,9                               | 14,8                               |
| Temperatura mínima recorde (°C) | 11,2                               | 9,8                                | 11,3                               | 9,6                                | 6,1                                | 4,5                                | 3                                  | 6,1                                | 8,1                                | 11,2                               | 11,2                               | 10,6                               | 3                                  |
| Precipitação (mm) | 210,4                              | 190,2                              | 228,5                              | 116                                | 28,3                               | 4,8                                | 0,5                                | 13,1                               | 41,3                               | 122,8                              | 217,5                              | 243,6                              | 1 417                              |
| Dias com precipitação (≥ 1 mm) | 17                                 | 14                                 | 15                                 | 8                                  | 3                                  | 1                                  | 0                                  | 1                                  | 4                                  | 10                                 | 15                                 | 18                                 | 106                                |
| Umidade relativa compensada (%) | 79,4                               | 78,3                               | 80,1                               | 76,5                               | 71,8                               | 65,5                               | 59,4                               | 50                                 | 51,8                               | 63,3                               | 77,9                               | 80,2                               | 69,5                               |
| Insolação (h) | 161,2                              | 169,6                              | 178,1                              | 213,4                              | 240,5                              | 262,1                              | 276                                | 288,8                              | 228,6                              | 197                                | 137,1                              | 141,8                              | 2 494,2                            |
| Fonte: Instituto Nacional de Meteorologia (INMET) (normal climatológica de 1981-2010; recordes de temperatura: 01/04/1994 a 31/07/2017) |                                    |                                    |                                    |                                    |                                    |                                    |                                    |                                    |                                    |                                    |                                    |                                    |                                    |

### Ecologia
Existem dois tipos distintos de zonas de vegetação, uma cobrindo as bem drenadas áreas de interflúvio e o outra nas áreas mais úmidas e férteis ao longo dos cursos de água. As florestas de galeria cobrem cerca de 104 hectares, são ricas em espécies e desempenham um importante papel na proteção da água e da biodiversidade. A partir de 2004, 1,829 espécies de plantas vasculares foram coletadas na  Reserva Ecológica do IBGE, incluindo 1,503 espécies nativas e 326 espécies exóticas. A vegetação fanerogâmica tem sido chamada de "a mais diversificada flora arbórea do Brasil Central." 18 espécies de hepáticas foram coletadas, de oito famílias.A reserva tem gramíneas nativas, tais como Tristachya leiostachya, Olyra ciliatifolia e Olyra taquara e várias espécies de micro orquídeas.
Um número de novas espécies de anfíbios e répteis foram identificadas na reserva.
No total, 101 espécies de herpetofauna foram encontradas, incluindo 37 sapos, 20 lagartos e 37 cobras.
Isso bem pode subestimar a diversidade, especialmente de cobras.
Existem mais de 250 espécies de aves.
Dois grupos de aves migratórias frequentes a reserva  "espécies de inverno" e " espécies de primavera", ambas as quais chegam durante os períodos em que os insetos são abundantes, assim, o alimento é farto. A reserva tem diversos animais selvagens, alguns ameaçados de extinção, como o tamanduá-bandeira, o lobo-guará e o veado-campeiro.

Outras espécies raras ou ameaçadas incluem o pássaro tapaculo-de-brasília (Scytalopus novacapitalis),  o peixe Cynolebias boitonei, e o cachorro-vinagre.

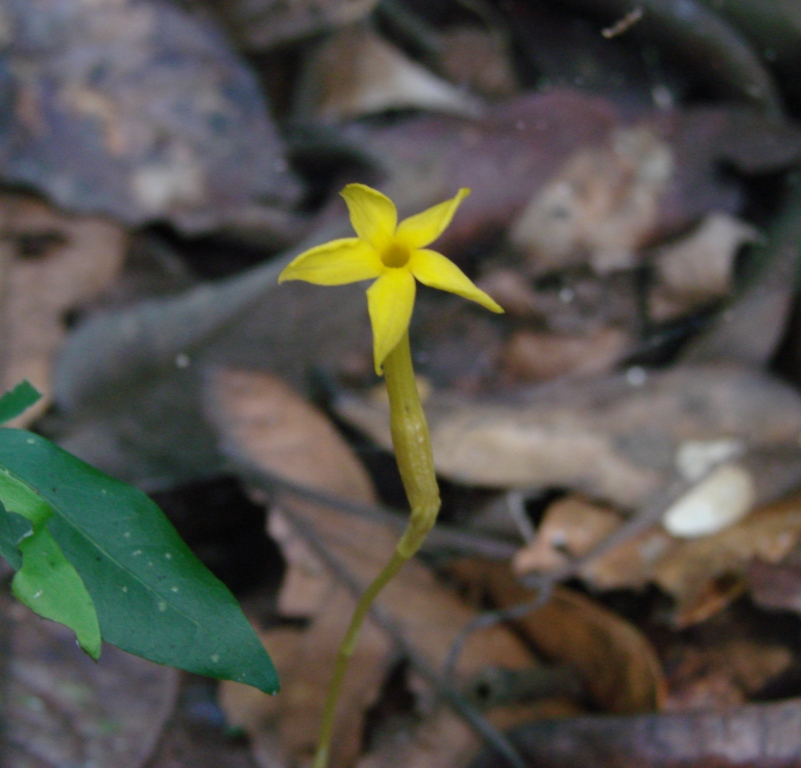
Voyria aphylla na Reserva Ecológica do IBGE
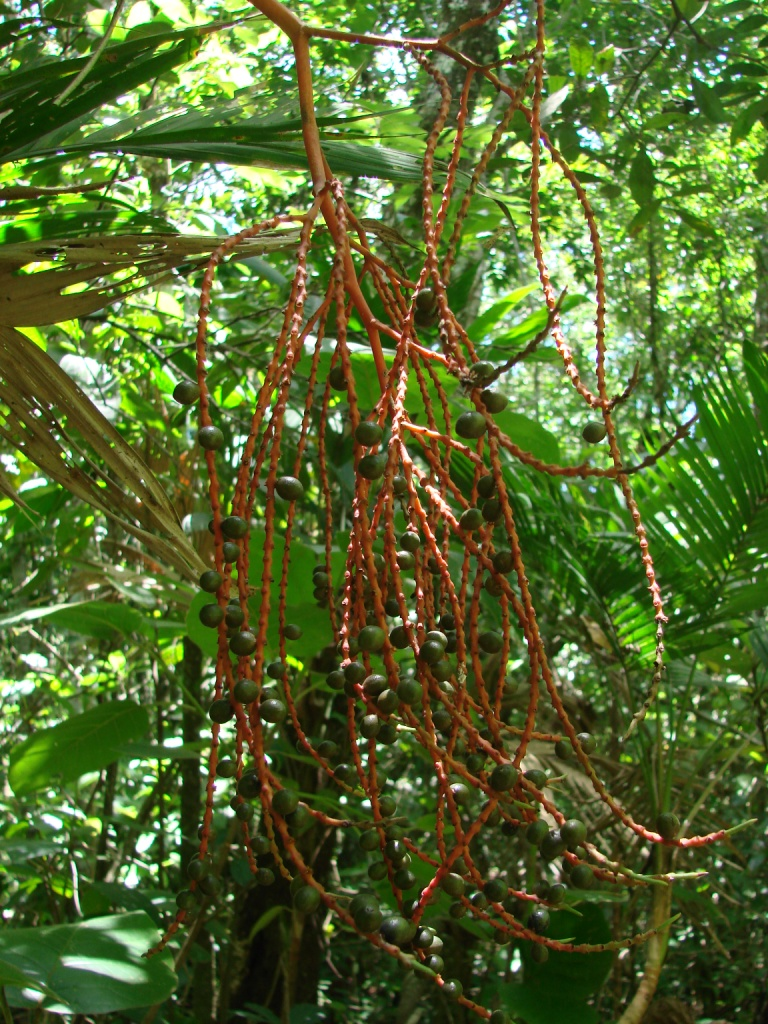
Geonoma brevispatha na Reserva Ecológica do IBGE
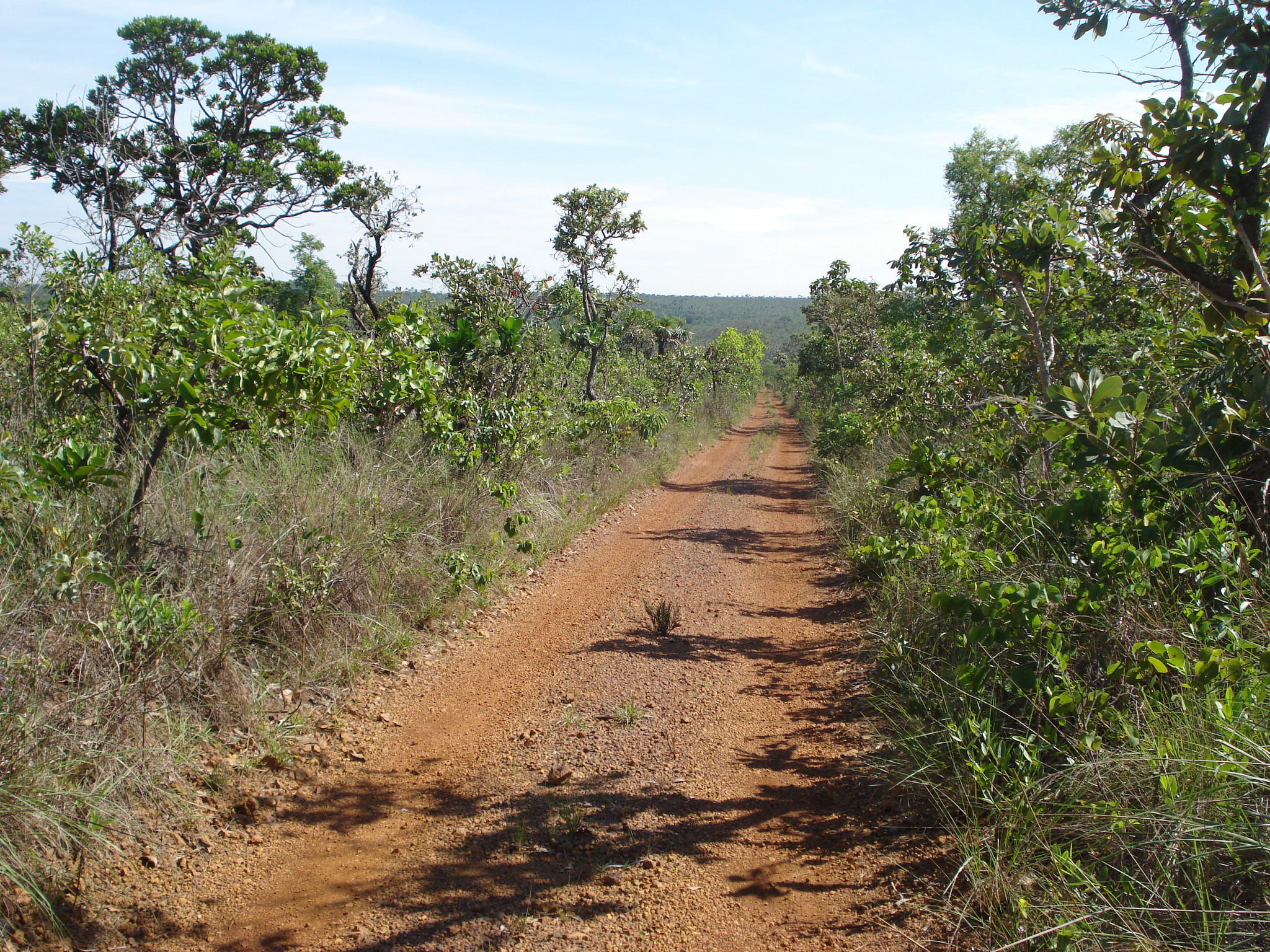
Estrada cruzando Cerrado sensu stricto na Reserva Ecológica do IBGE
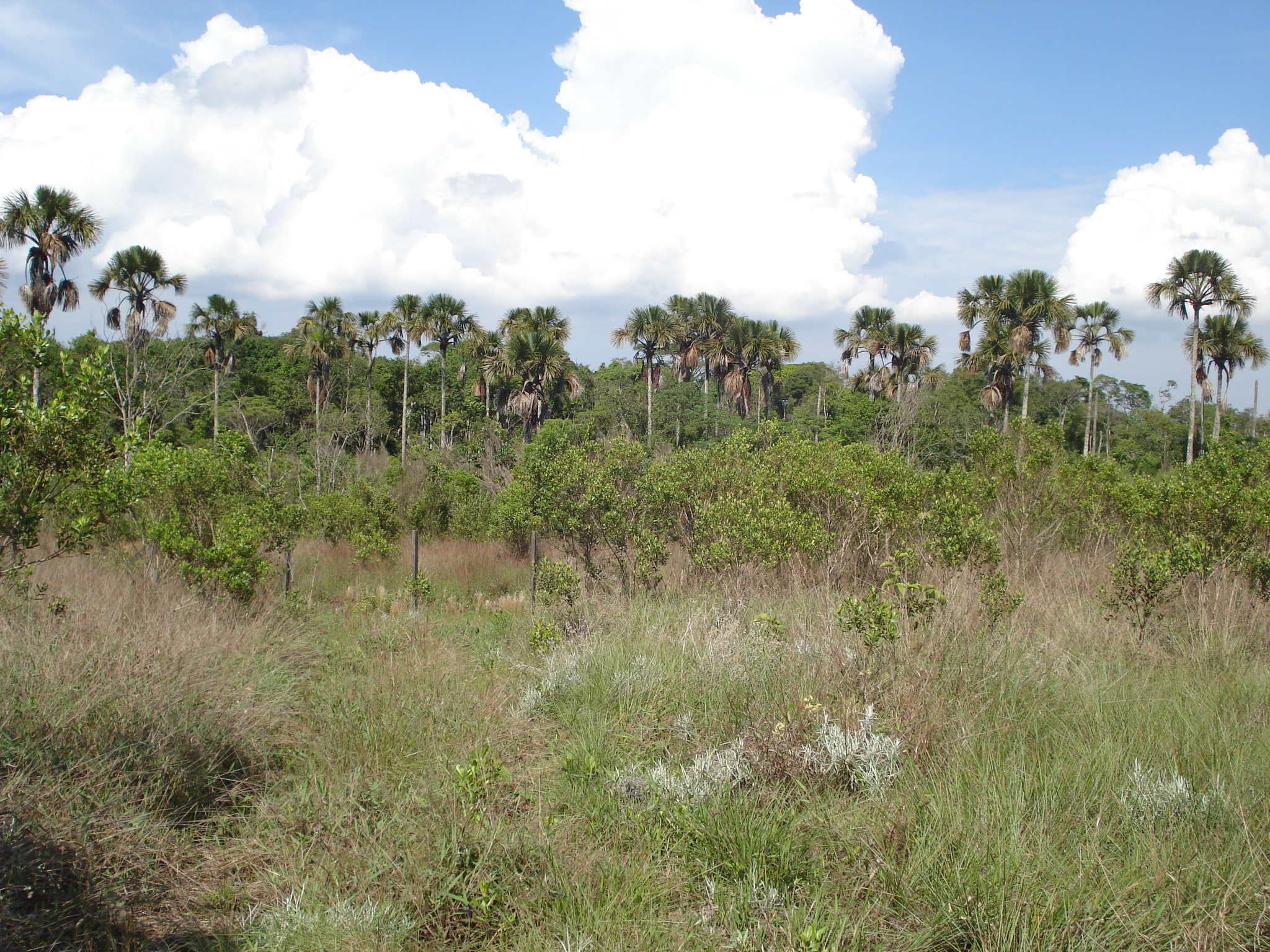
Vereda na Reserva Ecológica do IBGE
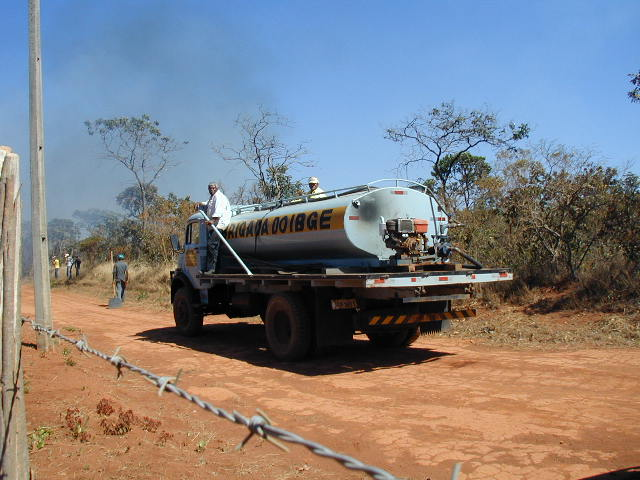
Brigada de incêndio da Reserva realizando trabalho preventivo no início da estação seca